# Ecco Rail
Ecco Rail (oficjalnie Ecco Rail Sp. z o.o.) – polski towarowy przewoźnik kolejowy z siedzibą w Katowicach.

## Działalność
Spółka zajmuje się przewozem towarów koleją na trasach zarówno krajowych, jak i międzynarodowych. Przedsiębiorstwo realizuje przewozy m.in. węgla kamiennego, koksu, kruszyw, samochodów, drewna, paliw, biomasy, zboża, substancji na potrzeby przemysłu chemicznego, kontenerów, czy też innych towarów masowych. Wśród przewozów krajowych, Ecco Rail wykonuje także przewozy lokalne na zlecenia kopalni węgla kamiennego, zakładów energetycznych, rafinerii, przedsiębiorstw budowlanych, portów morskich i terminali przeładunkowych.
Spółka Ecco Rail oferuje transport międzynarodowy do takich państw jak Niemcy, Austria, Szwajcaria, Francja, Włochy, Holandia, Czechy, Słowacja, Węgry i Rumunia. W kwestii tych przewozów współpracuje ze spółkami Ecco Group poza granicami Polski – Ecco Rail GmbH oraz Ecco Sped GmbH.
W 2018 r. spółka miała udział 0,55% w ogólnej pracy przewozowej wykonanej przez przewoźników towarowych w Polsce, co pozwoliło jej uplasować się na 20. miejscu.

## Tabor

### Wagony towarowe
Spółka Ecco Rail dysponuje wagonami towarowymi serii: Fas, Fmrs, Habis, Laas, Laaps, Laars ER, Laars DR, Sgns, Sins oraz Snps-XL.